# Carpinus firmifolia
Carpinus firmifolia — вид квіткових рослин, дерево з родини березових. Поширення: Китай (Центральне Гуйчжоу). Росте на висотах від 1400 до 1600 метрів.

## Середовище
Населяє ліси на вапнякових схилах гір.

## Біоморфологічна характеристика
Дерево до 10 м заввишки; кора темно-сіра. Гілочки чорно-сірі, тонкі, в молодості густо жовто-коричнево ворсинчасті, стають рідко запушеними. Черешок ≈ 5 мм, густо ворсинчастий. Листкова пластинка яйцеподібна, яйцеподібно-еліптична або яйцеподібно-довгаста, 2.7–5 × 1.5–2(3.5) см, знизу ворсинчаста вздовж жилок, борідчаста в пазухах бічних жилок, основа субсерцеподібна або субзакруглена, край регулярно і подвійно дрібно-пилчастий, верхівка загострена; бічних жилок 11 або 12 з кожного боку середньої жилки, підняті знизу, зверху вдавлені. Жіноче суцвіття 4–5 × 1.5–2 см. Горішок широкояйцеподібний, ≈ 4 × 3 мм, голий, за винятком рідко ворсисто-зеленого на верхівці, чітко ребристий. Цвітіння: травень — липень, плодіння: липень — вересень.

## Використання
Інформація про використання або торгівлю цим видом відсутня.